# 藤澤志月
藤澤志月（日语：藤沢志月，9月23日—），日本漫畫家。廣島縣出身。

## 經歷
2005年以〈シュガー☆シュガー〉於《デラックスBetsucomi》4月號增刊出道，代表作有《ハツ*ハル》、《柚木家的四兄弟》。2021年1月《柚木家的四兄弟》榮獲第66回小學館漫畫賞少女向部門獎項（2020年度）。